# Cerberina
La cerberina es un tipo de glicósido cardíaco, una clase de esteroide encontrada en las semillas de Cerbera odollam y C. manghas. Esta clase incluye a los agentes similares a digitalis, los bloqueantes de canales que, en grupo, han encontrado usos históricos como tratamientos cardíacos, pero que a dosis más altas son extremadamente tóxicos; En el caso de la cerberina, el consumo de C. odollam resulta en envenenamiento con la presentación de náuseas, vómitos y dolor abdominal que, a menudo, lleva a la muerte. El producto natural ha sido caracterizado estructuralmente, su toxicidad es clara, a menudo se usa como un veneno humano intencional en los países del tercer mundo, y en el envenenamiento accidental con resultados fatales de personas que consume indirectamente el agente, pero sus propiedades farmacológicas terapéuticas potenciales están muy pobremente descriptas.